# Ellendea Proffer-Teasley
Ellendea Proffer-Teasley (nascida em 1944) é uma autora, editora e tradutora americana de literatura russa para o inglês.

## Biografia
Ellendea Proffer recebeu seu Ph.D. pela Universidade de Indiana, lecionou na Universidade Estadual Wayne e na Universidade de Michigan, Dearborn. Ela é conhecida pcomo especialista em Bulgakov, tendo publicado várias de suas obras, então inéditas, em russo, e traduzido vários livros para o inglês. Ela é conhecida por Mikhail Bulgakov: Vida e Obra (1984); traduções de peças e prosa de Bulgakov; vários artigos e introduções, com destaque para as Notas e Posfácio da tradução de Burgin-O'Connor de O Mestre e Margarita, de Bulgakov.
Ela se casou com Carl R. Proffer (1938–1984) e foi cofundadora da Ardis Publishers em 1971, uma editora especializada em literatura russa, tanto em inglês quanto em russo. Como editora, ela foi responsável pelas obras completas de Bulgakov em russo, o que deu origem a uma edição soviética. Proffer-Teasley editou uma série de fotobiografias bem recebidas, incluindo aquelas dedicadas a Nabokov, Tsvetaeva e Bulgakov. Seu livro de memórias, Brodsky Among Us, foi publicado em inglês em 2017. Ele fala muito de sua amizade com o poeta Joseph Brodsky, que o casal Proffer ajudou a publicar e a sair da União Soviética. Depois que a tradução russa foi publicada em Moscou em 2015, ele se tornou um best-seller.
Ellendea Proffer fez parte do primeiro painel de jurados do Prêmio Booker de Romance Russo e, em 1989, recebeu uma bolsa MacArthur por seu trabalho com Ardis.
Os arquivos de Ardis, incluindo os papéis de Carl e Ellendea Proffer, são mantidos na Universidade de Michigan . O arquivo consiste em uma coleção de manuscritos, datilografados, correspondências, livros, fotografias e provas de títulos selecionados.

## Prêmios
- Bolsa MacArthur de 1989